# Алісівська сільська рада
А́лісівська сільська́ ра́да — адміністративно-територіальна одиниця та орган місцевого самоврядування у Близнюківському районі Харківської області. Адміністративний центр — село Алісівка.

## Загальні відомості
- Алісівська сільська рада утворена в 1992 році.
- Територія ради: 79,4 км²
- Населення ради: 731 особа (станом на 2001 рік)

## Населені пункти
Сільській раді були підпорядковані населені пункти:
- с. Алісівка
- с. Безпальцеве
- с. Рижове

## Склад ради
Рада складалася з 12 депутатів та голови.
- Голова ради: Постніков Сергій Миколайович
- Секретар ради: Романенко Олена Олександрівна

### Керівний склад попередніх скликань
| Прізвище, ім'я, по батькові  | Основні відомості                                                                                  | Дата обрання | Дата звільнення |
| ---------------------------- | -------------------------------------------------------------------------------------------------- | ------------ | --------------- |
| Постніков Сергій Миколайович | Сільський голова, 1974 року народження, освіта вища, член Всеукраїнського об'єднання «Батьківщина» | 26.03.2006   | 31.10.2010      |
| Постніков Сергій Миколайович | Сільський голова, 1974 року народження, освіта вища, член Всеукраїнського об'єднання «Батьківщина» | 31.10.2010   |                 |

Примітка: таблиця складена за даними сайту Верховної Ради України

### Депутати
За результатами місцевих виборів 2010 року депутатами ради стали:

#### За суб'єктами висування
| Суб'єкт висування                                       | Кількість обраних депутатів | %    |
| ------------------------------------------------------- | --------------------------- | ---- |
| Партія регіонів                                         | 8                           | 66,7 |
| Політична партія Всеукраїнське об'єднання «Батьківщина» | 3                           | 25   |
| Комуністична партія України                             | 1                           | 8,3  |

#### За округами
| № округу                                                | Прізвище, ім'я, по батькові    | Дата визнання обраним | Освіта  | Партійна приналежність                        | Відомості про обраного депутата                          |
| ------------------------------------------------------- | ------------------------------ | --------------------- | ------- | --------------------------------------------- | -------------------------------------------------------- |
| Комуністична партія України                             |                                |                       |         |                                               |                                                          |
| 3                                                       | Ляшко Василь Васильович        | 01.11.2010            | середня | член Комуністичної партії України             | Алісівська загальноосвітня школа I-III ст., техпрацівник |
| Партія регіонів                                         |                                |                       |         |                                               |                                                          |
| 1                                                       | Вознюк Тетяна Анатоліївна      | 01.11.2010            | середня | член Партії регіонів                          | тимчасово не працює                                      |
| 2                                                       | Андрієнко Галина Вікторівна    | 01.11.2010            | вища    | член Партії регіонів                          | Алісівське поштове відділення, завідувачка               |
| 6                                                       | Федорчук Наталія Володимирівна | 01.11.2010            | вища    | член Партії регіонів                          | Алісівська загальноосвітня школа I-III ст., вчитель      |
| 7                                                       | Іванов Володимир Анатолійович  | 01.11.2010            | середня | член Партії регіонів                          | ТОВ «Краєвид Агро», тракторист                           |
| 8                                                       | Дуданець Олексій Валентинович  | 01.11.2010            | вища    | член Партії регіонів                          | Алісівська загальноосвітня школа I-III ст., вчитель      |
| 9                                                       | Бондаренко Лідія Володимирівна | 01.11.2010            | середня | член Партії регіонів                          | Алісівський фельдшерсько-акушерський пункт, фельдшер     |
| 10                                                      | Романенко Олена Олександрівна  | 01.11.2010            | вища    | член Партії регіонів                          | Алісівська сільська рада, секретар                       |
| 11                                                      | Мусієнко Ігор Миколайович      | 01.11.2010            | середня | член Партії регіонів                          | ТОВ «Краєвид Агро», водій                                |
| Політична партія Всеукраїнське об'єднання «Батьківщина» |                                |                       |         |                                               |                                                          |
| 4                                                       | Непран Олексій Іванович        | 01.11.2010            | середня | член Всеукраїнського об'єднання «Батьківщина» | ТОВ «Краєвид Агро», тракторист                           |
| 5                                                       | Рубан Олена Миколаївна         | 01.11.2010            | середня | член Всеукраїнського об'єднання «Батьківщина» | ТОВ «Краєвид Агро», бухгалтер                            |
| 12                                                      | Альніков Євген Володимирович   | 01.11.2010            | вища    | позапартійний                                 | підприємець                                              |